# فنادق ياديس

فنادق ياديس

فنادق ياديس، هي إحدى أهم سلسلات الفنادق في تونس. تملك السلسلة عدة فنادق في مختلف جهات البلاد، أقدمها هو نزل ابن خلدون الذي يقع في حي لافايات وسط العاصمة، والذي يرجع افتتاحه إلى سنوات الاستقلال الأولى. تتبع السلسلة مجموعة بوريشة التي أسسها عبد الحميد بوريشة، والتي تنشط في عدة قطاعات كصناعة الورق ومواد التنظيف والأدوات المكتبية. يدير السلسلة، التي أخذت اسمها الحالي عام 1989 ، نجل عبد الحميد جلال بوريشة. تقع فنادق السلسلة في العاصمة والحمامات وطبرقة وجربة وتوزر وقبلي.

## وصلات خارجية
- فنادق ياديس